# هندريد
هندريد (باليابانية: ハンドレッド، بالروماجي: Handoreddo) هي سلسلة رواية خفيفة من تأليف جون ميساكي ورسم نيكويوكي أوكوما. نشرت من قبل SB Creative، منذ 15 نوفمبر عام 2012 حتى 15 أكتوبر عام 2018، وتكونت من 16 مجلدًا. اقتبست إلى سلسلة مانغا نشرت من قبل فوجيمي شوبو في مجلة داغون إبس الشهرية، منذ ديسمبر عام 2013 حتى يناير عام 2015، تم تجمع فصول المانغا في مجلدين تانكوبون، نشرت في 8 أغسطس عام 2015. أنتجت الرواية الخفيفة إلى مسلسل أنمي تلفزيوني من قبل استوديو برودكشن آي إم إس ومن إخراج توموكي كوباياشي. عرض في 5 أبريل عام 2016 واستمر عرضه حتى 20 يونيو عام 2016، وتكون من 12 حلقة.

## القصة
تدور أحداث القصة عن مخلوقات غامضة تسمى
سافاج من خارج كوكب الأرض تهاجم البشرية، فإن السلاح الوحيد القادر على يعرف بأسم هندريد. ويتم البحث عن أولئك الذين يمكنهم استخدام سلاح هندريد.

## الشخصيات
هاياتو كيساراغي (باليابانية: 如月 ハヤト، بالروماجي: Kisaragi Hayato)
أداء صوتي: يوشياكي هاسيغاوا
إيميليا هيرميت (باليابانية: エミリア・ハーミット، بالروماجي: Emiria Hāmitto)
أداء صوتي: كايا أوكونو
كلير هارفي (باليابانية: クレア・ハーヴェイ، بالروماجي: Kurea Hāvei)
أداء صوتي: ماو إيتشيميتشي
كارين كيساراغي (باليابانية: 如月 カレン، بالروماجي: Kisaragi Karen)
أداء صوتي: كايا أوكونو
ساكورا كيريشيما (باليابانية: 霧島 サクラ، بالروماجي: Kirishima Sakura)
أداء صوتي: مايو يوشيوكا
ليزا هارفي (باليابانية: リザ・ハーヴェイ، بالروماجي: Riza Hāvei)
أداء صوتي: نيتشيكا أومورا
ليدي ستاينبرغ (باليابانية: リディ・スタインバーグ، بالروماجي: Ridi Sutainbāgu)
أداء صوتي: ريكا كينوغاوا
إيريكا كاندل (باليابانية: エリカ・キャンドル، بالروماجي: Erika Kyandoru)
أداء صوتي: يوي ماكينو
فريتز غرانز (باليابانية: フリッツ・グランツ، بالروماجي: Furittsu Gurantsu)
أداء صوتي: واتارو هاتانو
لاتيا سانتيمليون (باليابانية: レイティア・サンテミリオン، بالروماجي: Reitia Santemirion)
أداء صوتي: يوكا أوتسوبو
شارلوت ديماندياس (باليابانية: シャーロット・ディマンディウス، بالروماجي: Shārotto Dimandiusu)
أداء صوتي: يوي هورية
ميمي (باليابانية: メイメイ، بالروماجي: Meimei)
أداء صوتي: أياكا إيمامورا
هيهارو كاشيواغي (باليابانية: 柏木 ミハル، بالروماجي: Kashiwagi Miharu)
أداء صوتي: يونا يوشينو
كريس شتينبيلت (باليابانية: クリス・シュタインベルト، بالروماجي: Kurisu Shutainberuto)
أداء صوتي: إميري كاتو
نوا شيلدون (باليابانية: ノア・シェルダン، بالروماجي: Noa Sherudan)
أداء صوتي: يوريكا كوبو
شيوي-مي ليو (باليابانية: 劉雪梅، بالروماجي: Ryū Shuemei)
أداء صوتي: إيري سوزوكي
ألفونس بروستبد (باليابانية: アルフォンス・ブリュスタット، بالروماجي: Arufonsu Buryusutatto)
أداء صوتي: كينجي نوجيما
سوفلي كليرايل (باليابانية: スフレ・クリアレール، بالروماجي: Sufure Kuriarēru)
أداء صوتي: رينا ساتو
جودال هارفي (باليابانية: ジュダル・ハーヴェイ، بالروماجي: Judaru Hāvei)
أداء صوتي: يوشيماسا هوسويا
كلوديا لويتي (باليابانية: クラウディア・ローエッティ، بالروماجي: Kuraudia Rōetti)
أداء صوتي: تشيناتسو أكاساكي
كروفان أولفريد (باليابانية: クロヴァン・オルフレッド، بالروماجي: Kurovan Orufureddo)
أداء صوتي: يوهي تاكاغي
نيسات أولفريد (باليابانية: ネサット・オルフレッド، بالروماجي: Nesatto Orufureddo)
أداء صوتي: ساوري أونيشي
ناكري أولفربد (باليابانية: ナクリー・オルフレッド، بالروماجي: Nakurī Orufureddo)
أداء صوتي: ماتشيكو
فيتالي تينيانوف (باليابانية: ヴィタリー・トゥイニャーノフ، بالروماجي: Vitarī Tuinyānofu)
أداء صوتي: رومي باكو
ألاي هارليتش (باليابانية: アリー・ハーレフ، بالروماجي: Arī Hārefu)
أداء صوتي: هاروكا تشيسوغا
يندي فيلفيت (باليابانية: ウェンディ・ベルベット، بالروماجي: Wendi Berubetto)
أداء صوتي: نانامي ياماشيتا
زايد هوفمان (باليابانية: ザイード・ハフマン، بالروماجي: Zaīdo Hafuman)
أداء صوتي: هيناتا تادوكورو

## وصلات خارجية
- هندريد على موقع SB Creative باللغة اليابانية
- موقع الأنمي الرسمي باللغة اليابانية